# Paul Tobias
Paul Tobias, parfois appelé Paul Huge, est connu pour avoir fait partie de Guns N' Roses de 1994 à 2002. Il est entré dans Guns N' Roses en tant que guitariste rythmique en remplacement de Gilby Clarke qui ne s'entendait pas avec Axl Rose. Paul a grandi en Indiana avec Izzy Stradlin et Axl Rose. Il est d'ailleurs remercié dans l'album Appetite for Destruction du groupe. Il a coécrit plusieurs titres pour Guns N' Roses dont "Back Off Bitch", "Shadow of Your Love", "Oh My God" et "IRS". Il joue aussi les guitares rythmiques et solistes sur la chanson "Sympathy for the Devil" parue en 1994 qui était une reprise de la version originale des Rolling Stones.
D'après le guitariste de GN'R Slash, Paul Tobias aurait joué un rôle décisif dans le split de la formation originale de Guns N'Roses car Axl Rose voulait l'imposer dans le groupe sans l'approbation du reste des membres.
Avec David Lank, un ami d'Axl Rose venant de l'Indiana et à ses heures un collaborateur dans GN'R (il a coécrit "Don't Damn Me", sur "Use Your Illusion I"), il a formé un groupe qui s'appelle Mank Rage qui n'a toujours pas sorti d'album.